# Walter Rela
Walter Rela (Montevideo, 31 de mayo de 1922 - 30 de diciembre de 2016) fue un escritor, historiador y biógrafo uruguayo que realizó más de 100 obras sobre escritores y personalidades culturales de Uruguay.

## Biografía
Sus padres fueron Juan Pablo Rela Hernández y Eva Pastora Villanueva. 
Comenzó sus estudios en la Facultad de Humanidades (Universidad de la República) y en la Universidad de Buenos Aires donde obtuvo el título de Doctor en Letras.
En 1956 obtuvo la beca Itamaratí para Investigación en Historia accediendo a estudiar en la Universidad Federal de Río de Janeiro donde tuvo la oportunidad de conocer a Manuel Bandeira. En 1977 fue invitado por la Washington University en Missouri a hacer una instancia de investigación y docencia y se mantuvo durante 10 años dando clases allí sobre Literatura Latinoamericana y en la Universidad de Georgetown donde se retiró. 
Durante su carrera realizó variados estudios sobre autores uruguayos y latinoamericanos destacándose la investigación que realizó sobre Florencio Sánchez, Horacio Quiroga, Ernesto Herrera y César Vallejo.
Realizó la selección y el prólogo para antologías de obras de autores uruguayos como Carlos Reyles y Felisberto Hernández.
Integró la Academia Uruguaya de Historia Marítima y Fluvial desde donde realizó estudios sobre la historia marítima del Río de la Plata.

## Reconocimientos
En 2014 se le otorgó el grado de doctor honoris causa por la Academia Latinoamericana de Literatura Moderna y la Sociedad Académica de Historiadores.
Es miembro del Círculo de Cultura Pan-Americano.
En 1985 recibió el Premio Ollantay que otorga CELCIT (Caracas) a la investigación sobre teatro latinoamericano.
El Centro de Documentación Histórica del Río de la Plata lleva su nombre en reconocimiento de su extensa y dedicada labor.
Fue un gran difusor de la historia de Uruguay y entendió a los medios digitales como una herramienta fundamental para realizar la difusión de sus trabajos, manifestándolo en que su obra estuviera disponible en su sitio web y en repositorios con su autorización expresa.

## Algunas obras

### Libros
- Colonia del Sacramento : 1678-1778. (2002)
- Personalidades de la cultura en el Uruguay (2002)
- Uruguay : cronología histórica anotada  (1999)
- Poesía uruguaya, siglo 20 : antología (1994)
- Diccionario de escritores de Uruguay.